# Журавлёв, Валентин Андреевич
Валенти́н Андре́евич Журавлёв (23 октября 1931, Чёрная Холуница, Нижегородский край — 14 мая 2016, Киров) — советский и российский хирург, доктор медицинских наук (1971), профессор (1976). Автор 250 научных работ. Член-корреспондент РАМН, академик РАЕН. Лауреат Государственной премии РФ (1993) и премии Святого апостола Андрея Первозванного (1998). Кавалер ордена Трудового Красного Знамени, ордена «За заслуги перед Отечеством» IV степени (2007). Заслуженный деятель науки РСФСР (1984). Заслуженный врач Российской Федерации (1999).
Почётный член Международной ассоциации хирургов-гепатологов, почётный академик Польской академии медицинских наук (2000), почётный профессор Кировской медицинской академии (2001), почётный профессор Кировского государственного университета (2001). Почётный гражданин города Кирова (1980) и Кировской области (1994).

## Биография
Родился 23 октября 1931 года в посёлке Чёрная Холуница Омутнинского района (ныне — Кировской области) в семье Андрея Ивановича (1902—1980) и Александры Ивановны (1905—1979) Журавлёвых.
В 1956 году окончил Горьковский медицинский институт, по распределению работал хирургом в медсанчасти предприятия Министерства среднего машиностроения (атомной промышленности) в Ангарске (Иркутская область). В 1961 году переехал в Киров, поступил в аспирантуру Кировского НИИ гематологии и переливания крови по специальности «хирургия», работал в хирургической клинике института. В 1965 году защитил кандидатскую диссертацию, работал старшим научным сотрудником института. В 1970 году защитил докторскую диссертацию, работал руководителем хирургической клиники, в 1978 году назначен директором института.
В середине 1980-х годов стоял у истоков создания Кировского филиала Пермского медицинского института, в 1987 году стал его первым директором (с 1994 года — ректором Кировского медицинского института, с 1999 года — медицинской академии). Возглавлял академию до 2002 года. В последующее время заведовал кафедрой госпитальной хирургии академии.

## Семья
- Жена: Нина Тимофеевна Журавлёва (умерла в 1994 году).
- Дочь от первого брака : Елена (род. 1959).
- Жена: Валентина Васильевна Журавлёва.
- Сын от второго брака: Алексей (род. 1994).

## Научная деятельность
Научно-практическая деятельность профессора Журавлёва посвящена проблемам трансфузиологии, хирургической гематологии и хирургии печени при опухолевых заболеваниях. Журавлёвым создана научная школа хирургов-гематологов, под его руководством защищено 7 докторских и 38 кандидатских диссертаций. Зональный центр хирургии печени Минздрава РФ при Кировском НИИ гематологии и переливания крови, созданный при его участии и возглавляемый им с 1983 года, проводит лечение больных России и Ближнего зарубежья, неоднократно оперировавшихся и признанных неоперабельными.
Журавлёв является автором более 400 научных публикаций, 17 монографий. Участвовал в написании 5 учебников и руководств по хирургии. Имеет 10 патентов на изобретения.
Научная деятельность Журавлёва отмечена почётными званиями Заслуженный деятель науки РСФСР (1984) и Заслуженный врач Российской Федерации (1999), а также Государственной премией РФ за разработку и внедрение в клиническую практику эффективных методов диагностики и лечения новообразований печени (1993).
Научный руководитель 9 докторов и 40 кандидатов наук.

## Избранные труды
- «Трансфузиологические операции» (1981)
- «Осложнения гемофилии» (1984)
- «Большие и предельно большие резекции печени» (1986)
- «Очаговые заболевания печени, осложненные механической желтухой»
- «Радикальные операции у „неоперабельных“ больных с очаговыми поражениями печени» (2000)

и др.